# Kostwinner (Constance Wibaut)
Kostwinner, ook wel Drie generaties, is een artistiek kunstwerk, in Amsterdam-West.
Het beeld van Constance Wibaut staat op een (afgesloten) binnenterrein tussen twee flats met portiekwoningen gebouwd aan de Granidastraat en de Gulden Winckelstraat. Het ooit doorlopende Leeuwendalerspad voert langs de opening aan de zuidzijde van het blok. In deze omgeving bouwde Woningbouwvereniging De Dageraad tussen 1947 en 1950 een blok laagbouwflats met portiekwoningen met binnentuin naar een ontwerp van Gerard Jan Rutgers. Het waren tijden van wederopbouw, maar hier was er sprake van nieuwbouw. De Dageraad won advies in bij professor Jan Bronner van de Rijksakademie van beeldende kunsten en hij adviseerde Constance Wibaut, zijn leerlinge. 
Zij kwam met een weergave van een stoer rechtopstaande afgebeelde man, die zijn rechterhand legt op de schouder van de grootmoeder. Aan de andere kant staat zijn dochter. Het beeld draagt een naar die tijd socialistische signatuur. In later tijden vond men het beeld gedateerd, de (functie van de) man wordt wel erg naar voren geschoven. In de jaren 40 en 50 en dus bij invulling van deze buurt was het gangbaar dat de man naar het werk ging en de vrouw thuisbleef. Bovendien was het de tijd, dat als een ongetrouwde vrouw in het huwelijksbootje stapte, ze moest stoppen met werken; het zogenaamde kostwinnersmodel. Rijksakademie op de kaart benoemde het in 2020 als "niet erg feministisch”.
Vrijdag 2 juni 1950 werd het beeld onthuld door wethouder De Roos. Op 19 juni 1950 kwam architect Rutgers zijn eigen werk fotograferen en legde zo ook het beeld vast.

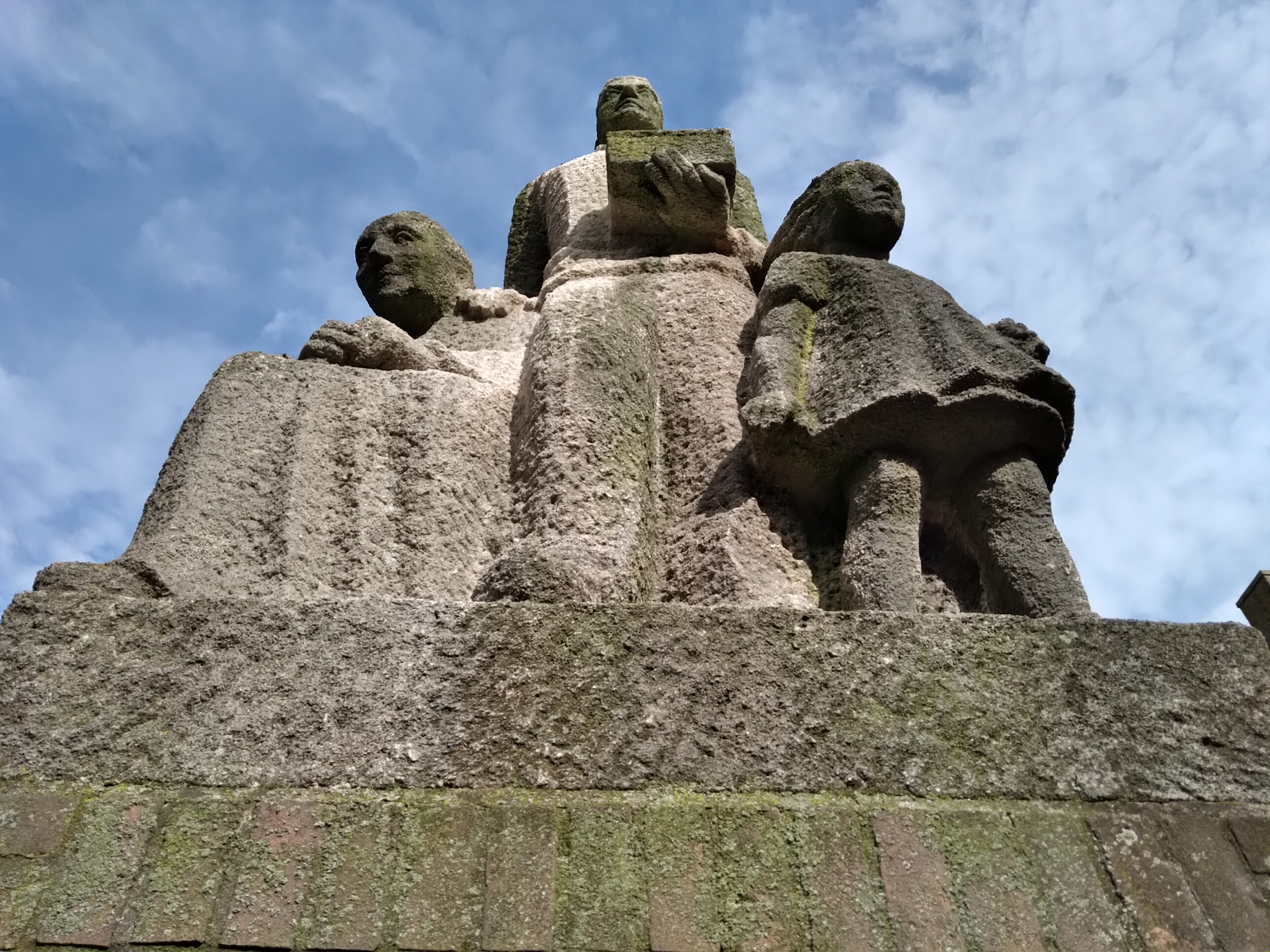
Kostwinner (oktober 2020)